# ریچارد آزمن
ریچارد آزمن (انگلیسی: Richard Osman، تلفظ: [ɒzmən]؛ زادهٔ ۲۸ نوامبر ۱۹۷۰) مدیر نوآوری، مجری تلویزیون، تهیه‌کننده تلویزیونی، کارگردان تلویزیونی، کمدین، و نویسنده اهل بریتانیا است. وی از سال ۱۹۹۳ میلادی تاکنون مشغول فعالیت بوده‌است.